# FSO Warszawa
 (octobre 2020).
Si vous disposez d'ouvrages ou d'articles de référence ou si vous connaissez des sites web de qualité traitant du thème abordé ici, merci de compléter l'article en donnant les références utiles à sa vérifiabilité et en les liant à la section « Notes et références ».

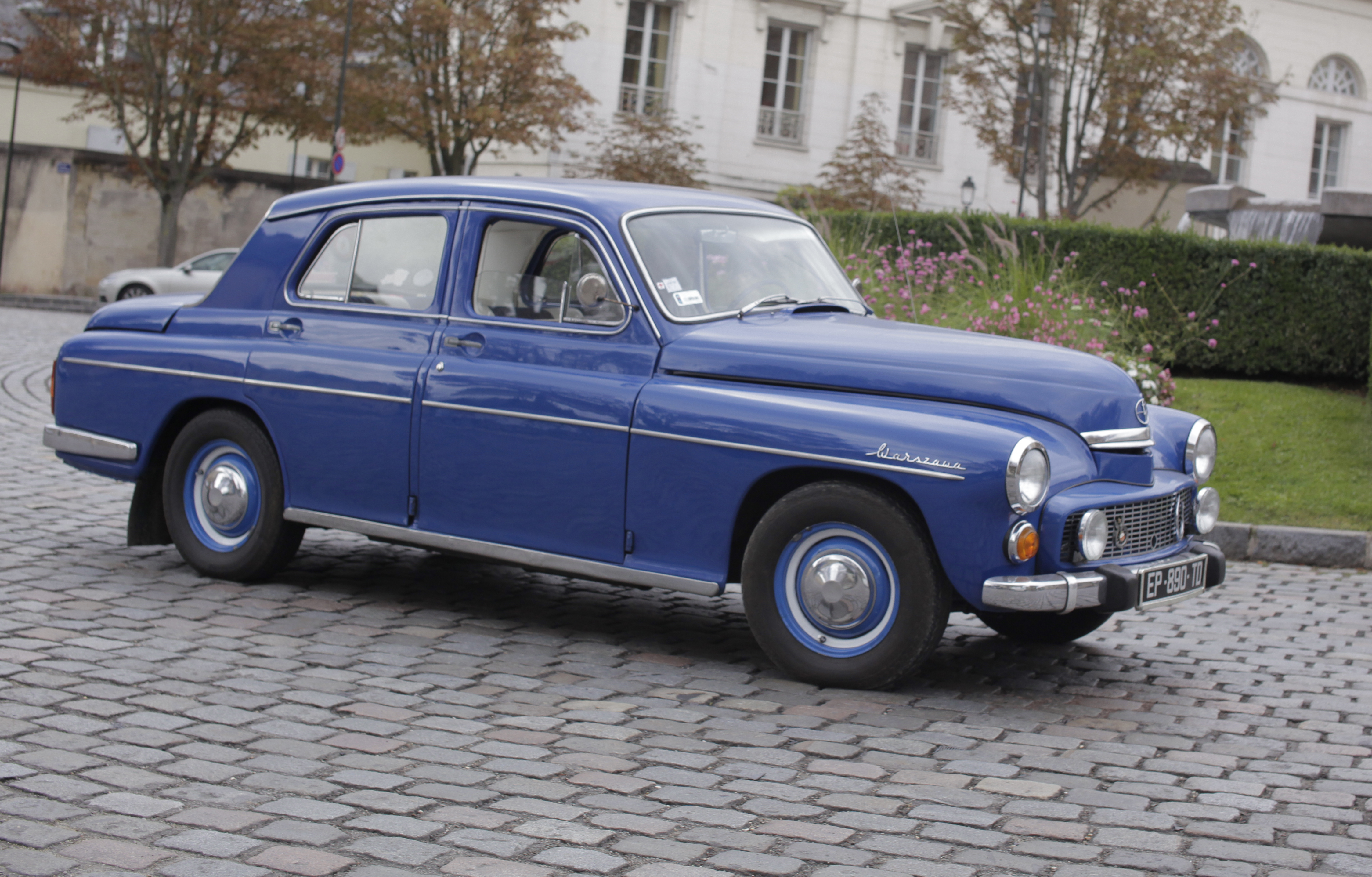
La FSO Warszawa

La FSO Warszawa est la première voiture produite par le constructeur automobile polonais FSO.
À sa naissance en 1951, elle n’était en réalité qu’une GAZ Pobieda soviétique assemblée sous licence. Sa carrière a duré jusqu’en 1973, mais elle était encore la voiture la plus répandue en Pologne au début des années 1980.

## Une GAZ sous licence
Après la création de la Fabryka Samochodów Osobowych (FSO) en décembre 1947, le gouvernement polonais entame des négociations avec le groupe Fiat, qui avait déjà des relations privilégiées avec le pays avant-guerre. Les travaux de construction de la nouvelle usine débutent en mai 1949, en vue d’y assembler des modèles italiens.
Mais l’arrivée de la guerre froide va pousser Fiat à se désengager, sous la pression de l’URSS.
En compensation, les Soviétiques proposent à la Pologne d’assembler des GAZ Pobieda sous licence, qui est alors la voiture la plus répandue en URSS.
La voiture, nommée FSO Warszawa (Varsovie en polonais) est absolument identique à la Pobieda. Le premier exemplaire sort des chaînes le 6 novembre 1951. Seulement 75 voitures seront assemblées cette année-là. Il faut dire que toutes les pièces viennent de l’usine de Gorki, à 1 500 km de là.
Sous le capot de cette voiture de 1 360 kg se trouve le quatre cylindres 2 112 cm3 de 50 ch, qui permet une vitesse de pointe de 105 km/h, pour une consommation de 13,5 L aux 100 km.

## De plus en plus polonaise
La direction de l’usine souhaitant davantage « nationaliser » sa voiture, les moteurs sont d’abord assemblés sur place à partir de l’automne 1953. Fin 1956, tout est produit en Pologne.
En 1957, la Warszawa (rebaptisée alors Warszawa 200) se démarque enfin de sa jumelle (dont la production est stoppée fin 1957) en adoptant une nouvelle calandre et un logo FSO.
Un pick-up fait son entrée dans la gamme en 1959, année où la voiture reçoit une inscription Warszawa sur les ailes avant.
La Warszawa 201 apparaît en 1960, elle se distingue par ses jantes de 15 pouces et son moteur de 57 ch.
Elle sera secondée dès 1962 par une Warszawa 202 développant 77 ch, et autorisant 135 km/h en vitesse de pointe.
À l’époque, une FSO Warszawa coûte 120 000 zlotys, soit sept ans de salaire d’un polonais moyen.
En 1963, l’usine commande au carrossier italien Ghia de concevoir une voiture plus moderne, susceptible de remplacer la vieille berline à la ligne totalement dépassée. Cette Warszawa 210 sera testée entre 1964 et 1966, puis abandonnée lorsque FSO entamera un partenariat avec Fiat pour construire la nouvelle 125P.
En 1964, l’adjonction d’un vaste coffre de 450 litres et une nouvelle calandre permettent à la voiture de s’affranchir enfin de cette ligne des années 1940 et d’afficher un air de famille avec la petite Syrena.
Elle est alors vendue sous le type 203 (qui deviendra 223 après une plainte de Peugeot) équipée du moteur de 77 ch, et 204/224, qui garde le vieux bloc de 57 ch.
La même année, la gamme est complétée par un vaste break, nommé Kombi, et disponible avec les deux motorisations (223K ou 224K).

## La seule grande routière polonaise
En 1965, une version 223T est développée spécialement pour les flottes de taxi, elle sera très appréciée par la profession.
Outre les pays d’Europe de l’est comme la Bulgarie ou la Hongrie, quelque 73 629 unités ont été exportées vers la Chine, le Vietnam, le Venezuela, la Colombie et même la Corée du Nord. Elle sera principalement utilisée comme voiture officielle.
La carrière de la voiture prend fin le 30 mars 1973, après 254 421 exemplaires produits.
Il n’y avait pas de successeur direct pour le Warszawa. Depuis 1967, Fiat a commencé à produire la Polski Fiat 125p, une version sous licence de la Fiat 125 italienne, mais il s’agissait d’une voiture plus petite et plus légère que la Warszawa, et bien que les derniers modèles Warszawa partagent certaines pièces mécaniques internes avec la 125p, comme moyen d’unification entre les modèles, elle ne l’a pas remplacée, et la Warszawa a continué en production à ses côtés. Ce qui a forcé la Warszawa à arrêter la production, c’est qu’en 1973, une autre voiture de tourisme a été mise dans l’assemblage du FSO, la Polski Fiat 132p. Comme son nom l’indique, il s’agissait d’une version rebadgée de la Fiat 132 italienne, et contrairement à la 125p, qui était destinée au marché de masse, la 132p a été conçue pour capturer une nouvelle exclusivité sur le marché, et était principalement disponible pour les fonctionnaires et les institutions, étant construite en petit nombre.

## Galerie

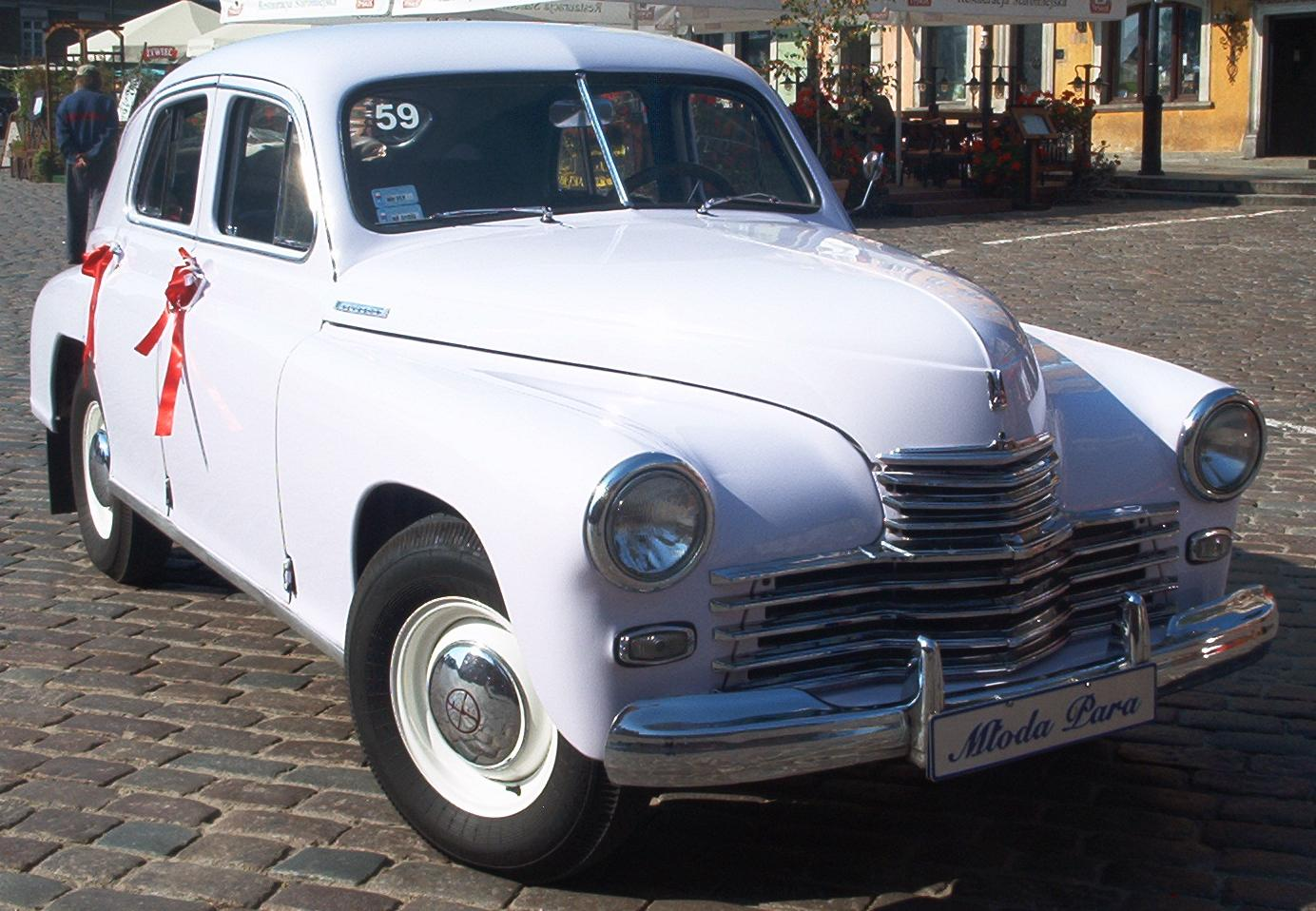
FSO Warszawa M20.
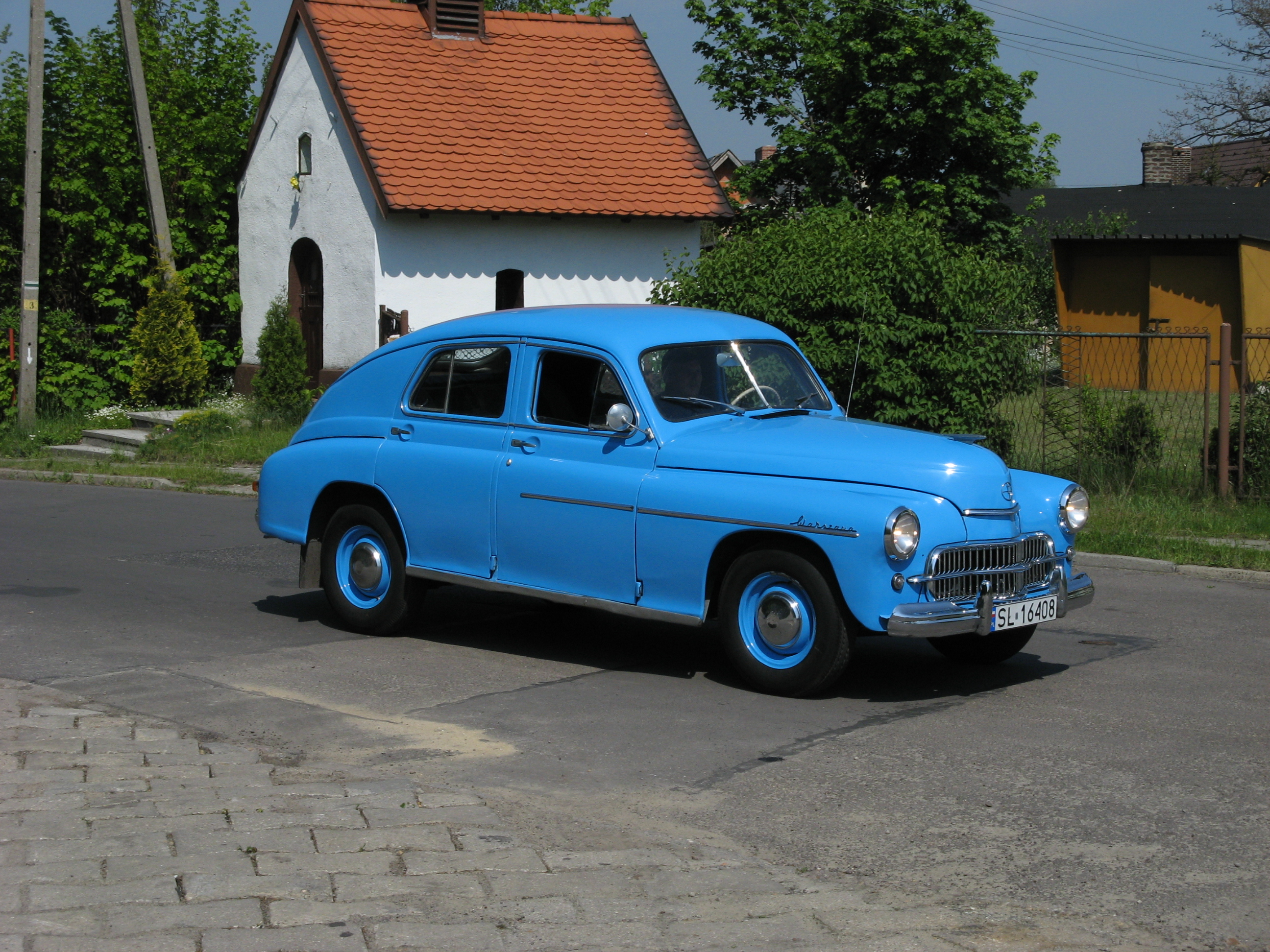
FSO Warszawa M20.
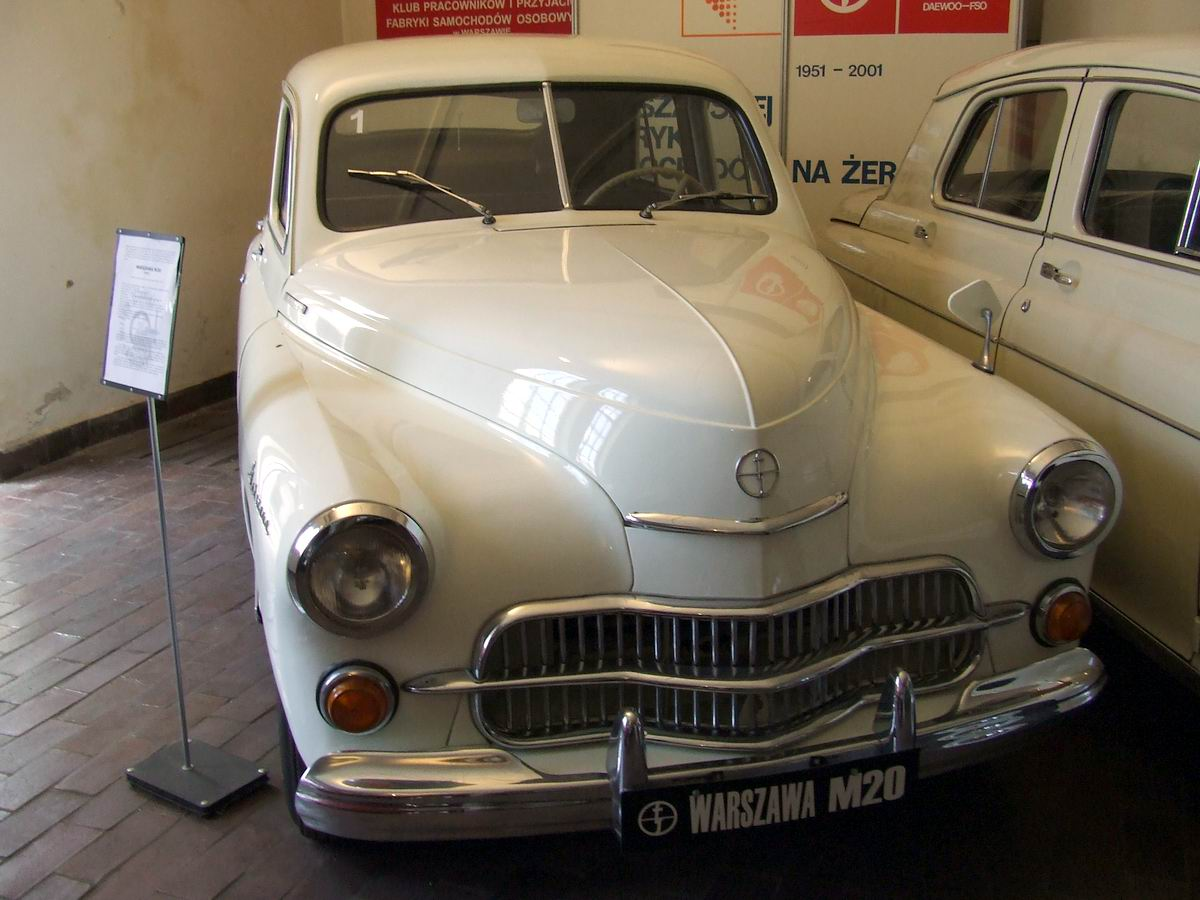
FSO Warszawa M20.
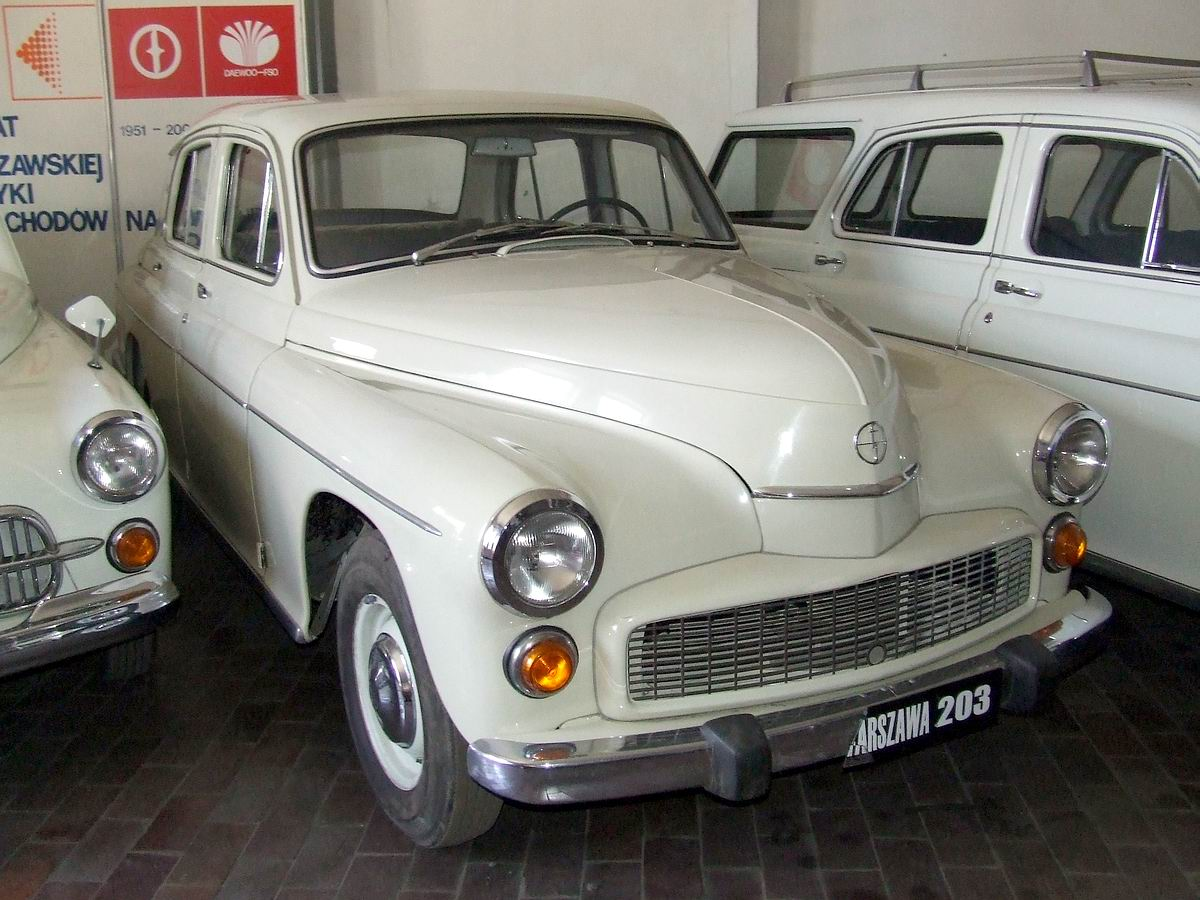
FSO Warszawa 203.
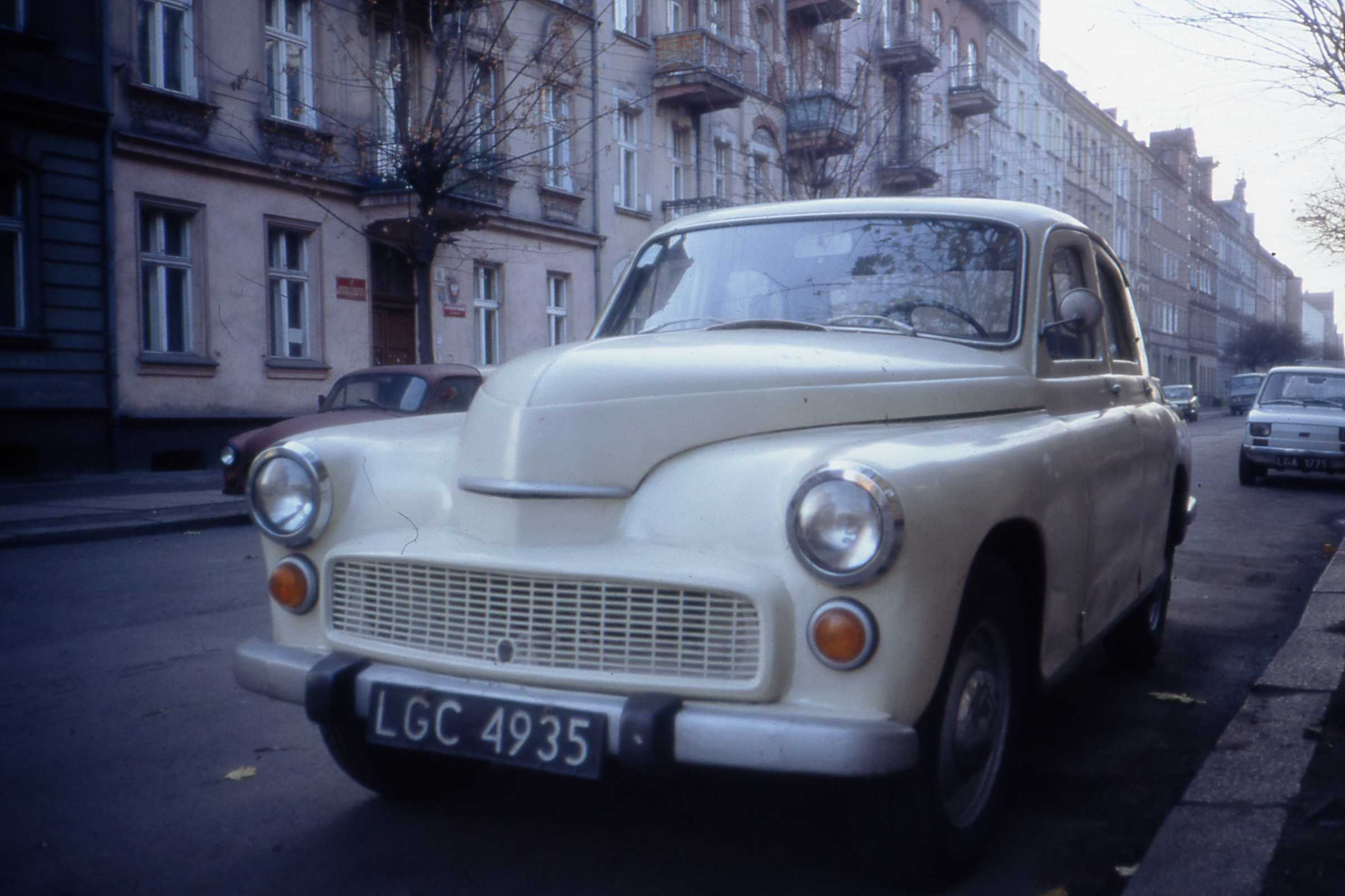
FSO Warszawa 223.
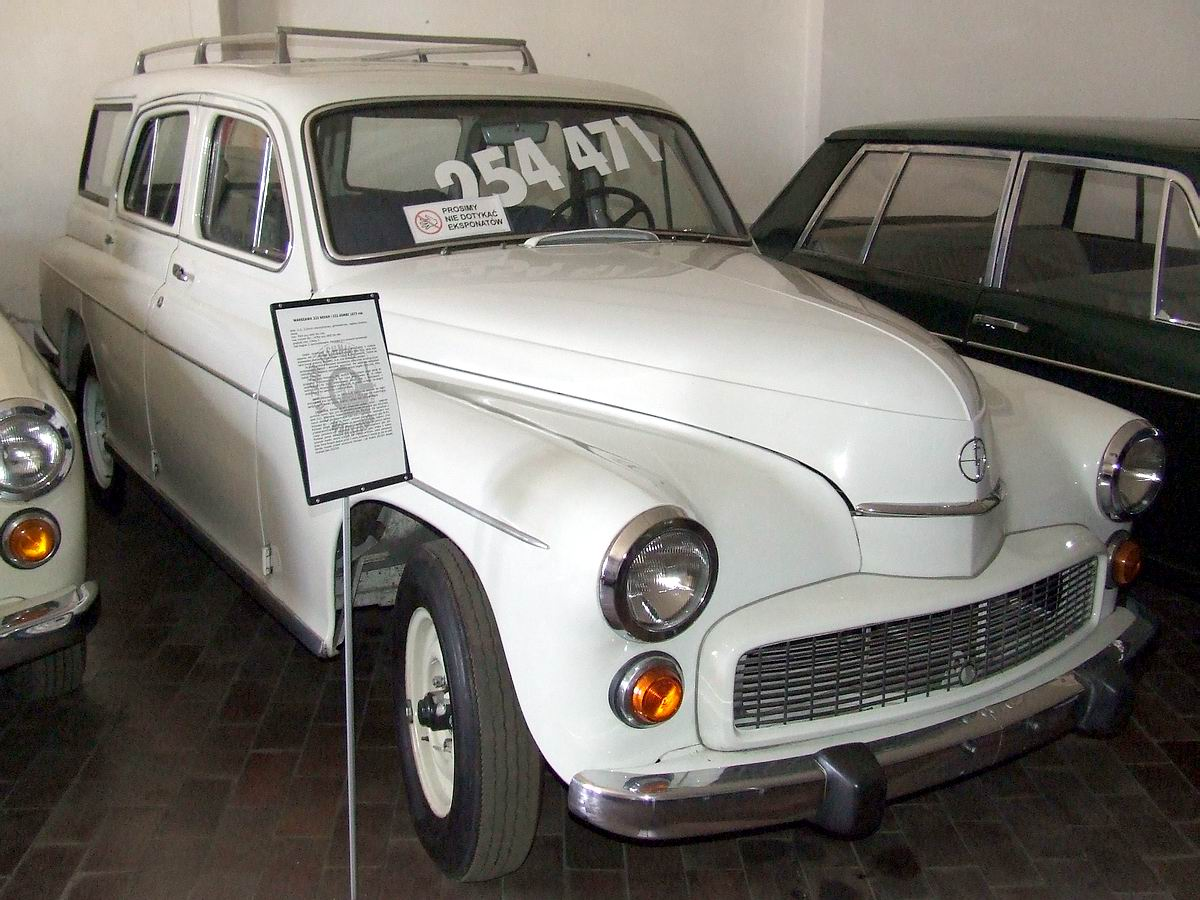
FSO Warszawa 223 Kombi.
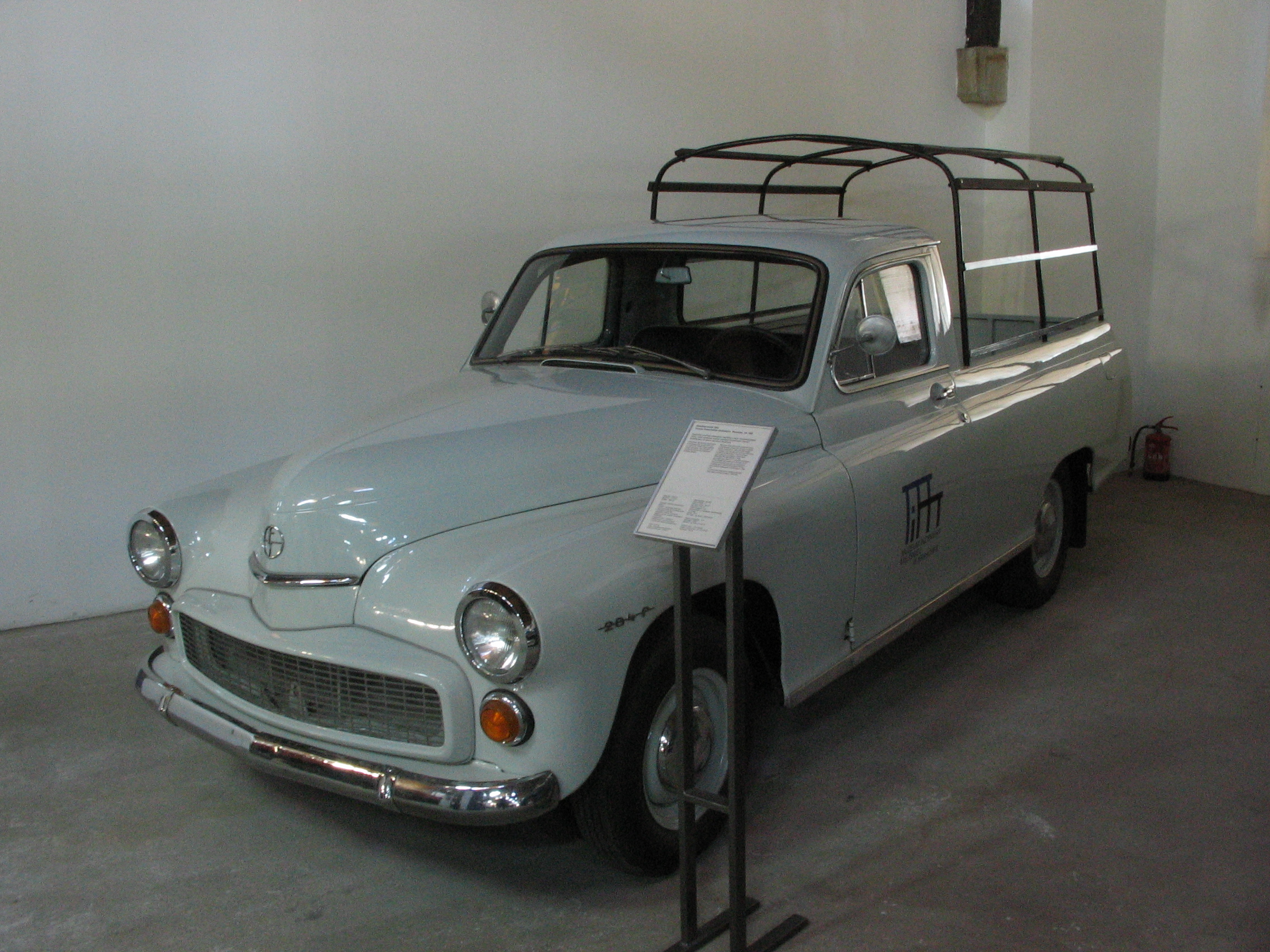
FSO Warszawa Pick-up.
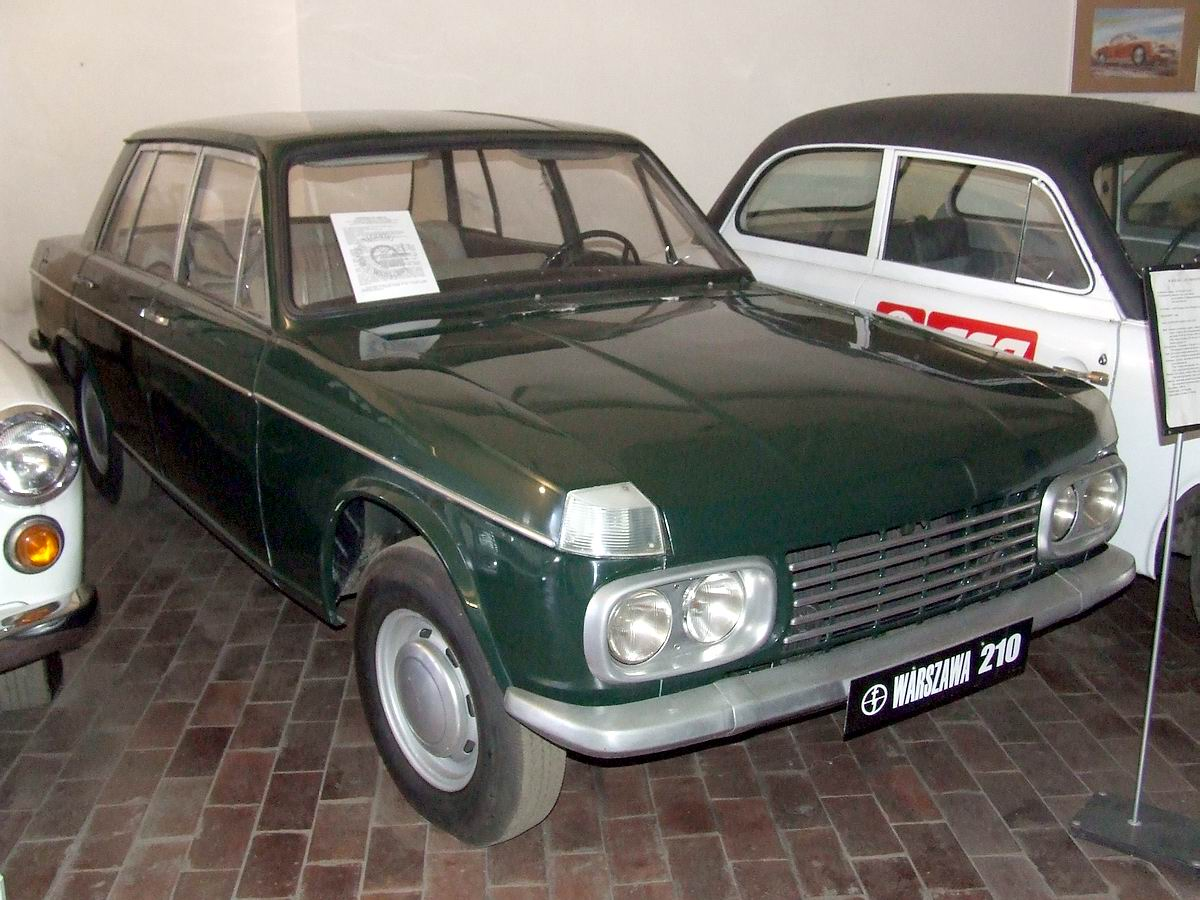
FSO Warszawa 210, prototype dessiné par Ghia.
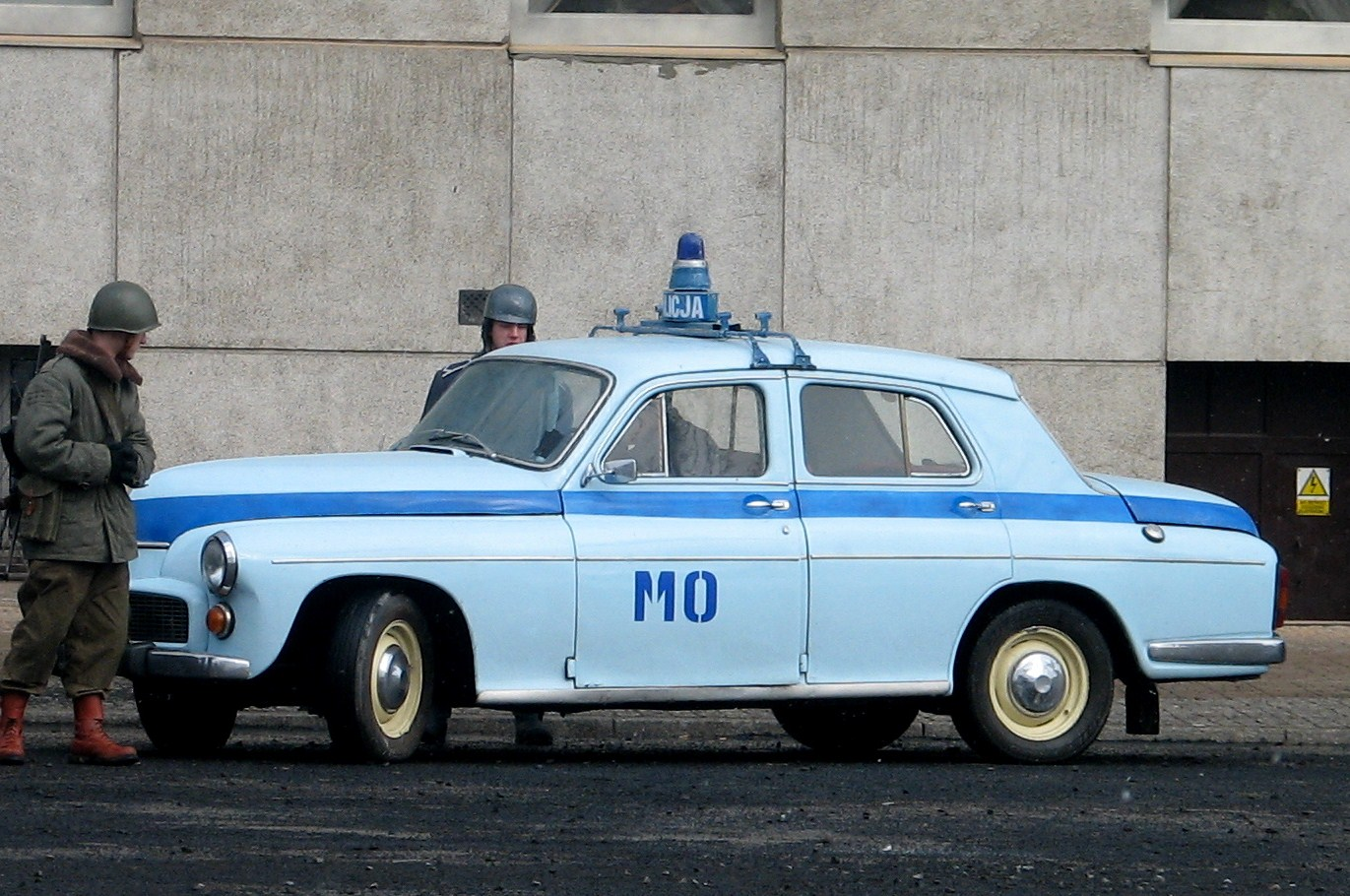
FSO Warszawa de la Milicja Obywatelska

### Source
- Bernard Vermeylen, Voitures des pays de l'Est, Boulogne-Billancourt, ETAI, 2008, 239 p. (ISBN 9782726888087, OCLC 470767381)